# ウマゴヤシ
ウマゴヤシ、うまごやし
- マメ科の越年草。本稿で解説。
- シロツメクサの俗称。

ウマゴヤシ（馬肥、苜蓿、学名: Medicago polymorpha）は、地中海地方原産でマメ科の越年草。唐草（からくさ）、特牛肥やし（コットイゴヤシ）ともいう。
または、ウマゴヤシ属（ウマゴヤシぞく、学名: Medicago）に属する植物の総称。

## 概要
原産はヨーロッパで、江戸時代頃に日本に入ってきた帰化植物。
全草を肥料・牧草にするので、馬肥・特牛肥やしの名がある。
漢字表記苜蓿は本来、これに近い品種で紫花をつけ、モヤシなどにされるムラサキウマゴヤシ（アルファルファ）のことで、牧草として西アジアから輸入されたもの。

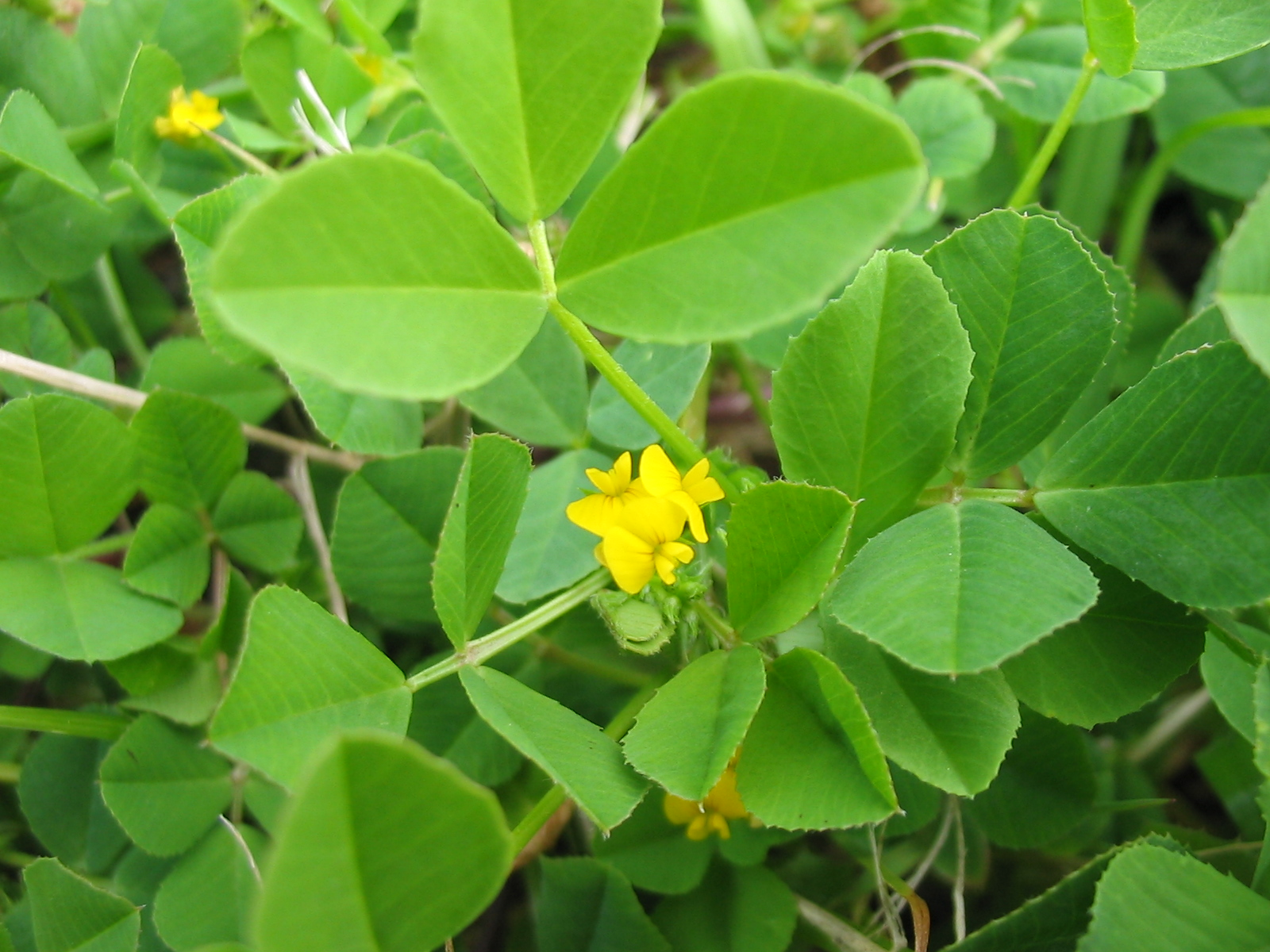
花
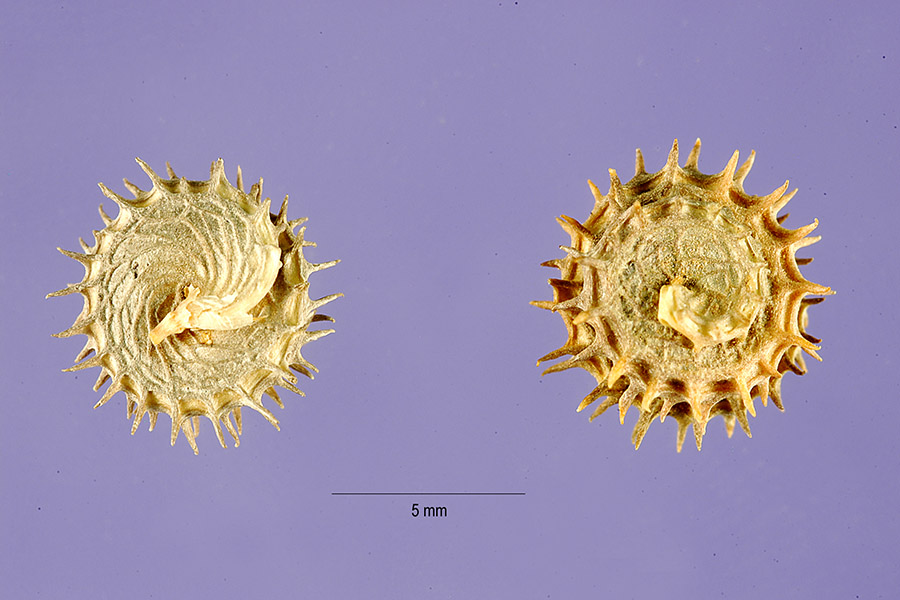
果実（豆果）

## ウマゴヤシ属
- モンツキウマゴヤシ Medicago arabica (L.) Huds.
- トゲミノウマゴヤシ Medicago ciliaris (L.) All.
- ニセウマゴヤシ Medicago hispida Gaertn.
- キレハウマゴヤシ Medicago laciniata (L.) Mill.
- コメツブウマゴヤシ Medicago lupulina L.
- コウマゴヤシ Medicago minima (L.) Bartal.
- マルミウマゴヤシ Medicago murex Willd. var. aculeata Urb. subvar. sphaerica Urb.
- ウマゴヤシ Medicago polymorpha L.
- トゲナシウマゴヤシ Medicago polymorpha L. var. confinis (W.D.J.Koch) Ooststr. et Reichg.
- ムラサキウマゴヤシ Medicago sativa L.
- コガネウマゴヤシ Medicago sativa L. subsp. falcata (L.) Arcang.
- ウズマキウマゴヤシ Medicago scutellata (L.) Mill.
- タルウマゴヤシ Medicago truncatula Gaertn.